# Nimbus 3000

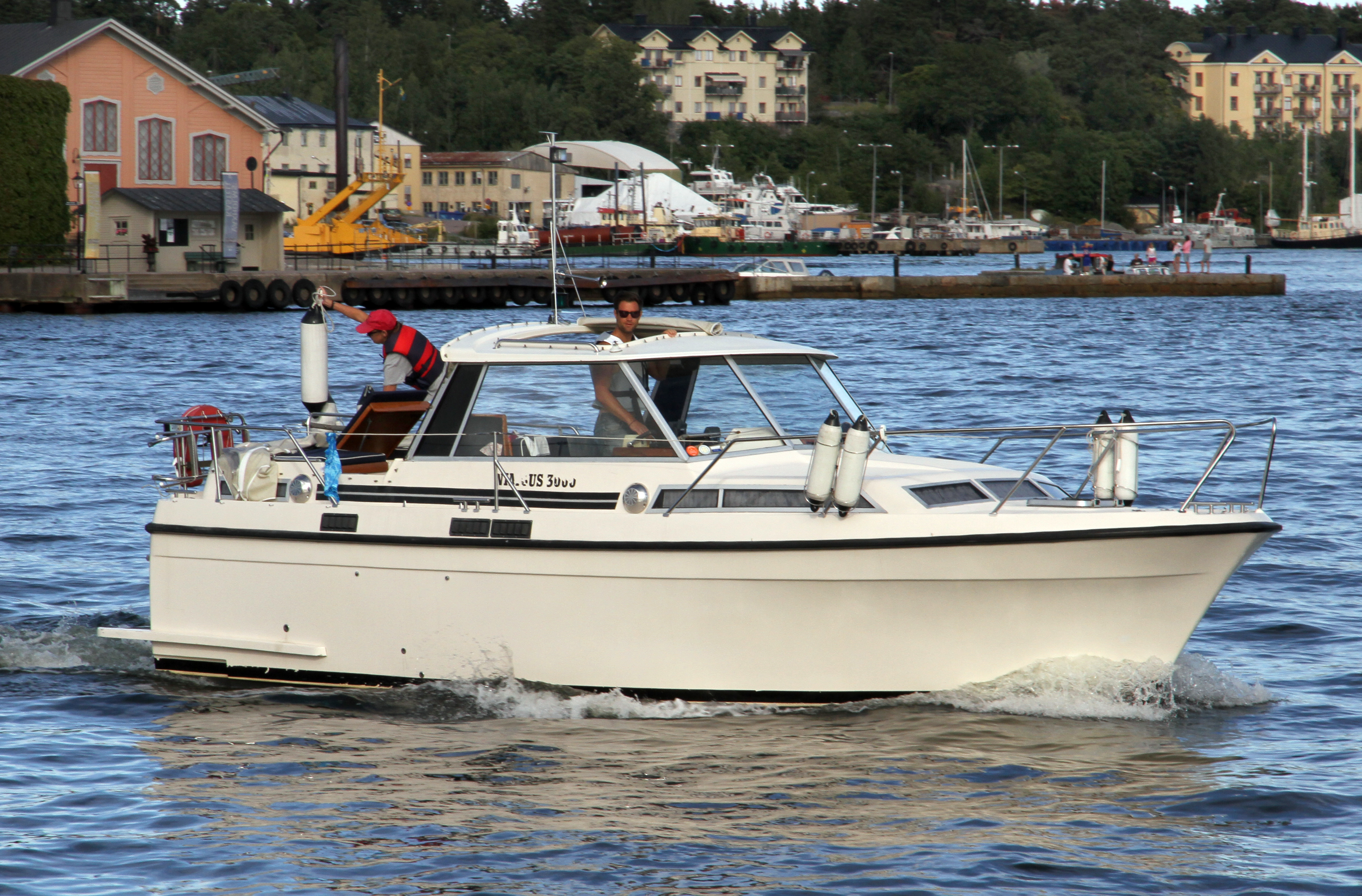
Nimbus 3000 vid Vaxholm, 2015.

Nimbus 3000 är en svensk kabinbåt som tillverkades mellan 1981 och 1986 av Nimbus Boats. Båten tillverkades med inombordsmotor i form av en Volvo Penta modell TAMD40B med 165 hästkrafter som standard och kan nå en topphastighet på 21 knop. Standardmodellen har sex kojplatser, varav tre i fören, två i aktern och en på babord sida i sittbrunnen.
Nimbus 3000 tillverkades enligt Sjöfartsverkets standarder. Det planande skrovet består av handupplagd glasfiberarmerad plast i ett sandwichlaminat med en kärna av divinycell. Båten är designad av Rolf Eliasson. Ursprungligen tillverkades båten av Safir Boats och Bent Quoring i Middelfart, Danmark. I september 1982, när produktionen ökade, flyttades tillverkningen till monteringsanläggningen Combex i Sysslebäck i Torsby kommun. Ett femårigt avtal skrevs även med Björn Borg för att marknadsföra Nimbus.

## Specifikationer
- Längd: 8,7 meter (29 fot)
- Bredd: 3,2 meter
- Köldjup: 0,85 meter
- Vikt: 3,5 ton
- Ruffhöjd: 1,9 meter
- Bränslekapacitet: 290 liter
- Bränsletyp: Diesel
- Bränsleåtgång: 1,53 liter/nautisk mil i marschfart (17 knop)[5]